# Historien om en fjälldal
Historien om en fjälldal, är en bokserie på tre böcker av Margit Sandemo. Den utgavs mellan 1992 och 1998 och handlar om dalen där hon föddes, Grunke i Fagernes i Valdres.

## Böckerna i serien
1. Örnens rike
2. Korparnas dal
3. Tranornas fristad